# Dicranomyia archeyi
Dicranomyia archeyi là một loài ruồi trong họ Limoniidae. Chúng phân bố ở miền Australasia.